# Nobby Stiles
Norbert "Nobby" Peter Stiles OIB (n. 18 mai 1942, Manchester⁠(d), Anglia, Regatul Unit – d. 30 octombrie 2020, Manchester, Anglia, Regatul Unit) a fost un fotbalist englez, care juca pe postul de mijlocaș. În timpul Campionatului Mondial de Fotbal din 1966 a jucat pentru Naționala Albionului pe postul de mijlocaș. Stiles și Bobby Charlton sunt singurii fotbaliști englezi care au câștigat atât un Campionat Mondial cât și unul European.

## Primii ani
Stiles a crescut în Collyhurst, un cartier muncitoresc din nordul orașului Manchester, în care predominau irlandezii catolici. Era fan al lui Manchester United, și talentul său a fost recunoscut pe când juca în echipa Elevilor Angliei, la vârsta de 15 ani. Și-a îndeplinit un vis din copilărie când echipa lui favorită l-a cooptat în lotul de tineret, în septembrie 1959.
Nu părea că avea șanse să ajungă fotbalist - era mic de statură, într-o epocă în care echipele de fotbal respingeau tineri numai din cauza înălțimii; purta o proteză după ce și-a pierdut dinții adevărați în timpul unui meci; suferea de miopie acută, așa că purta lentile de contact în timpul meciurilor, și ochelari groși în afara gazonului.
Cu toate acestea, antrenorul de pe atunci al lui United, Sir Matt Busby, a crezut în acel adolescent tenace. Stiles a debutat ca fundaș în octombrie 1960, într-un meci cu Bolton Wanderers.

## Viața pe Old Trafford
Jocul de pase simple al lui Stiles, combinat cu dârzenia sa în recuperarea baloanelor, l-a transformat într-un mijlocaș „la închidere” redutabil, pe atunci un post practic inexistent, căci pe atunci se juca cu cinci oameni în atac și doar doi mijlocași „la acoperire”. Stiles era folosit la mijloc pentru a anticipa manevrele atacanților adverși, și își îndeplinea misiunea cu mult succes. Capacitatea sa de a obține și menține posesia a creat mai mult spațiu pentru mai tehnicii săi coechipieri, Bobby Charlton, și, mai târziu, George Best.
Cu toate acestea, Busby nu se temea să îl sacrifice pe Stiles când considera că echipa are nevoie de asta, și în finala Cupei FA din 1963 United a învins-o pe Leicester City, Stiles nefiind inclus în lot. A început să fie folosit mai frecvent în sezoanele următoare, în care a și câștigat campionatul, în 1965. În același an a fost convocat pentru prima dată la echipa națională.

## Un erou al Angliei
Cum Anglia a fost gazda Campionatului Mondial din 1966, selecționerul Alf Ramsey nu a dispus de meciuri de calificare, așa că a petrecut doi ani analizând evoluțiile jucătorilor englezi în meciuri amicale și în campionatul intern. Bobby Charlton era singura certitudine în mijlocul englez, iar Ramsey avea nevoie să creeze un trio de jucători care să îl complementeze pe starul lui Manchester United, și din acel trio trebuia să facă parte un fotbalist care să „strice” acțiunile adversarilor. Stiles a fost testat pe acel post într-un egal (2-2) cu Scoția pe Wembley, pe 10 aprilie 1965. Și-a menținut postul în opt din cele nouă partide următoare, marcând singurul gol al unei victorii engleze asupra Germaniei de Vest pe Wembley, astfel încât era clar că Ramsey îl va include în lotul de 22 pentru Mondial.
Stiles și-a câștigat selecția cu numărul 15 în primul meci al turneului pentru englezi, o remiză albă cu naționala Uruguayului. A fost folosit în continuare în fața liniei de patru fundași, pentru a le asigura timp și spațiu de manevră jucătorilor ofensivi precum Charlton sau Hurst. Cu Stiles integralist, Anglia s-a calificat mai departe, câștigând meciurile cu Mexic și Franța, iar în sferturile de finală a trecut de Argentina. 
În semifinală, Stiles a fost eficient ca omul de marcaj al playmakerului și golgeterului portughez Eusébio; el l-a anihilat practic pe portughez în acel meci, și Anglia a câștigat cu 2-1. S-a vorbit atunci de pierderea elementului estetic din fotbal, dar realiștii l-au felicitat pe Stiles pentru determinarea și curajul său. Tacticile lui Ramsey s-au dovedit a fi eficiente; Eusébio a obținut doar un penalty pe final, și Anglia a mers mai departe.
Stiles, aflat la selecția cu numărul 20, a jucat decis în finala cu Germania de Vest, în care Anglia a condus cu 2-1 până în ultimele momente ale timpului regulamentar. Anglia a câștigat până la urmă meciul, Geoff Hurst completându-și hat-trickul în prelungiri. A rămas în istorie dansul involuntar al lui Stiles cu trofeul Jules Rimet într-o mână, și în cealaltă cu proteza. Treizeci de ani mai târziu Frank Skinner și David Baddiel au făcut referire la acest dans în versurile pentru cântecul oficial al Angliei („Three Lions”) pentru Campionatul European din 1996 (compus alături de Lightning Seeds), găzduit de Anglia, în care o listă de amintiri fotbalistice ale Angliei se încheie cu „...Nobby dancing”; în versiunea din 1998 a cântecului, pe la mijlocul versurilor apare : „We can dance Nobby's dance, we can dance it in France” („Putem dansa dansul lui Nobby, îl putem dansa în Franța”).